# George Stadel
George Henry Stadel (* 21. September 1881 in St. Louis; † 13. November 1952 in Stamford, Connecticut) war ein US-amerikanischer Tennisspieler.

## Biografie
Stadel nahm an den Olympischen Sommerspielen 1904 in St. Louis am Tenniswettbewerb teil. Im Einzel wurde er effektiv Letzter, da er die einzige Erstrundepartie spielte und diese gegen Nathaniel Semple verlor. Im Doppel unterlag er ebenfalls in seinem Auftaktmatch, mit Fred Semple als Partner, dem Team aus Hugh Jones und Harold Kauffman.
In den folgenden Jahren nahm er an weiteren kleinen Turnieren teil, wo er stets früh ausschied, so etwa 1916 bei den Middle States Championships oder 1922 bei den Championship of the Bahamas.